# Vladimir Bure
Vladimir Valerjevič Bure (rusky Владимир Валерьевич Буре; 4. prosince 1950 Norilsk – 3. září 2024 Miami) byl sovětský plavec, specialista na volný způsob a krátké vzdálenosti. 
Byl potomkem švýcarské rodiny Buhreových, která se usadila v Rusku počátkem devatenáctého století a vybudovala úspěšnou hodinářskou firmu. Jeho otec hrál závodně vodní pólo, po vypuknutí velké čistky byl odeslán do Norillagu. Vladimir se narodil na Sibiři, teprve v roce 1957 se jeho rodina mohla vrátit do Moskvy. Studoval na institutu železničních inženýrů, plavání trénoval v klubu Lokomotiv a později CSKA.
Při svém olympijském debutu na Letních olympijských hrách 1968 získal se štafetou na 4×200 metrů bronzovou medaili. Na Letních olympijských hrách 1972 v Mnichově byl druhý ve štafetě 4×100 m, třetí na 4×200 m a v závodě jednotlivců na 100 m volný způsob, na dvousetmetrové trati obsadil sedmé místo. Získal dvě stříbrné medaile na mistrovství světa v plavání, v roce 1973 se štafetou a v roce 1975 na 100 metrů jednotlivců volným způsobem. Na evropském šampionátu v roce 1970 byl členem vítězné sovětské štafety na 4×100 m volným způsobem. V roce 1973 vyhrál na Univerziádě v Moskvě závod kraulařů na 100 metrů. Sedmnáctkrát se stal plaveckým mistrem SSSR. Jeho osobní rekordy byly 51,32 na 100 metrů, 1:56,15 na 200 metrů a 4:06,3 na 400 metrů. Kariéru ukončil v roce 1979, působil pak jako trenér v CSKA a sportovní komentátor v Radio Majak.
Jeho syny jsou hokejisté Pavel Bure a Valerij Bure. V devadesátých letech s nimi odešel do zámoří, kde působili v National Hockey League. Vladimir Bure se stal kondičním trenérem klubu Vancouver Canucks a pak New Jersey Devils, kteří za jeho působení získali Stanley Cup v roce 2000 a 2003. Později působil u běloruské hokejové reprezentace, byl také funkcionářem Kontinentální hokejové ligy.  